# Prix Gilbert-Chinard
Le prix Gilbert Chinard est un prix remis chaque année par la Society for French Historical Studies et l'Institut français de Washington pour le meilleur livre d'histoire sur un thème commun à la France et aux États-Unis.
Le prix est créé en 1967 en l'honneur de Gilbert Chinard, avec une récompense initiale de 1000 dollars américains pour un travail portant sur les relations franco-américaines avant 1900.

## Lauréats
- 1998 : Nancy L. Green pour Ready to Wear, Ready to Work: A Century of Industrialization and Immigration in New York and Paris
- 2012 : Brooke Blower pour Becoming Americans in Paris: Transatlantic Politics and Culture between the World Wars